# Franco Lattanzi
Franco Lattanzi, né à Rome en 1925, mort dans la même ville le 2 mai 2008, est un réalisateur et scénariste italien.

## Biographie
Franco Lattanzi commence à diriger des films à la fin des années 1950. Il fait d'abord des courts métrages expérimentaux ou publicitaires, puis des longs métrages musicarelli qui ont peu de diffusion et un accueil mitigé. 
Au début des années 1960, il réalise deux films dramatiques à thème sociaux, qui ne trouvent pas de distributeur.
Dans les années 1970 il dirige trois films du genre western spaghetti, eux aussi peu distribués et sans réel succès. Ni public, ni résultat financier. Après ce peu de succès, il s'essaie au poliziottesco, tourné à Senigallia, mais le film n'est jamais sorti en salles. 

## Filmographie

### Réalisateur
- 1955 : Trocadero
- 1956 : Serenata d'amore
- 1962 : La nube rossa[1] - inédit
- 1964 : Un giorno ai giardini pubblici[2] - inédit
- 1972 : Six Tueurs pour un massacre (Sei bounty killers per una strage)
- 1973 : Le Justicier de Dieu (Il giustiziere di Dio)
- 1975 : Le Tigre de la rivière Kwai (La tigre venuta dal fiume Kwai)
- 1977 : Il nostro agente Navarro - inédit

### Scénariste
- 1973 : Le Justicier de Dieu (Il giustiziere di Dio)